# Dobryniewo (obwód miński)
Dobryniewo (biał. Дабрынёва, Dabryniowa; ros. Добрынёво, Dobryniowo) – wieś na Białorusi, w obwodzie mińskim, w rejonie dzierżyńskim, w sielsowiecie Dobryniewo, nad Żeściem i przy drodze republikańskiej R65.

## Historia
W XIX i w początkach XX w. położone było w Rosji, w guberni mińskiej, w powiecie mińskim, gminie Stańków.
Po I wojnie światowej pod administracją polską, w Zarządzie Cywilnym Ziem Wschodnich, w okręgu mińskim, w powiecie mińskim, gminie Stańków.
W wyniku postanowień traktatu ryskiego znalazło się w granicach Związku Sowieckiego. W latach 1932–1937 w Polskim Rejonie Narodowym im. Feliksa Dzierżyńskiego. Od 1991 w niepodległej Białorusi.